# 黄锦生 (1953年)
黄锦生（1953年6月—），江苏宿迁人，汉族，1985年7月加入中国共产党，1971年4月参加工作，湖北财经学院（中南财经政法大学前身）财金系财政学专业毕业，大学学历，高级审计师。曾任四川省财政厅党组书记、厅长，四川省十一届政协文体医卫委员会副主任。第十一届全国人民代表大会四川地区代表。
早年为云南耿马县孟定农场知青，1983年毕业于湖北财经学院财政专业后进入四川省审计局办公室工作，历任四川省审计科研培训中心副主任，四川省审计局工交审计处副处长、处长，四川省审计局副局长、党组成员，四川省审计厅副厅长、党组副书记。2006年1月，出任四川省审计厅厅长、党组书记。2007年5月，担任四川省财政厅厅长、党组书记。2008年起担任全国人大代表。2013年5月，增补为四川省十一届政协文体医卫委员会副主任。